# Noah Edjouma
Noah Edjouma, né le 4 octobre 2005 à Clamart en France, est un footballeur français qui évolue au poste d'ailier droit au Toulouse FC.

## Biographie

### Carrière en club
Né à Clamart en France, Noah Edjouma déménage à l'âge de quatre ans avec sa famille dans le Tarn à Lavaur où il fait ses premiers pas dans le football avec le club local du Lavaur FC. Il est formé par le Toulouse FC à partir de 2013, à l'âge de 8 ans. En mars 2023 il signe son premier contrat professionnel avec les Violets.
Il joue son premier match en professionnel lors d'une rencontre de coupe de France face au Chambéry Savoie Football le 7 janvier 2024 que son équipe remporte par trois buts à zéro.
Edjouma marque son premier but en professionnel le 9 février 2025, lors d'une rencontre de Ligue 1 face à l'AJ Auxerre. Entré en jeu à la place de Zakaria Aboukhlal, il inscrit le but égalisateur de son équipe en fin de match sur un service de Shavy Babicka (2-2 score final),.

### En sélection
Noah Edjouma représente la France en sélection. Il commence avec les moins de 18 ans, jouant deux matchs et marquant un but en 2022.
En juin 2025, il est sélectionné pour participer à l'Euro espoirs.  

## Statistiques
| Saison                | Club                  | Championnat           | Championnat | Championnat | Championnat | Coupe(s) nationale(s) | Coupe(s) nationale(s) | Coupe(s) nationale(s) | Compétition(s) continentale(s) | Compétition(s) continentale(s) | Compétition(s) continentale(s) | Compétition(s) continentale(s) | Total | Total | Total |
| Saison                | Club                  | Division              | M.          | B.          | P.d.        | M.                    | B.                    | P.d.                  | Comp.                          | M.                             | B.                             | P.d.                           | M.    | B.    | P.d.  |
| 2023-2024             | Toulouse FC           | Ligue 1               | -           | -           | -           | 2                     | 0                     | 0                     | -                              | -                              | -                              | -                              | 2     | 0     | 0     |
| 2024-2025             | Toulouse FC           | Ligue 1               | 10          | 2           | 0           | 1                     | 0                     | 0                     | -                              | -                              | -                              | -                              | 11    | 2     | 0     |
| Total sur la carrière | Total sur la carrière | Total sur la carrière | 10          | 2           | 0           | 3                     | 0                     | 0                     | -                              | -                              | -                              | -                              | 13    | 2     | 0     |